# Manuel Candela Pla
Manuel Candela Pla   (València, 1847 - València, 1919), fou un eminent obstetra i ginecòleg valencià. Fou el fundador, amb Francesc de Paula Campà i Porta, de la tocoginecologia valenciana en el segle xix.

## Carrera
Realitzà els seus primers estudis al seminari, que va abandonar incorporant-se a l'Institut de Castelló de la Plana, on va obtindre el grau de batxiller en 1867. Estudià Medicina a les Universitats de València, i Madrid, obtenint la llicenciatura en 1872. Un any després, a la Universitat Central de Madrid, obtenia el doctorat. Des de 1882 fou catedràtic de clínica tocoginecològica. Pertanyia al grup experimentalista valencià, partidari de la medicina de laboratori, destacant la seva labor al terreny de la microbiologia.
Durant l'epidèmia de còlera de 1885, el doctor Ferran instal·là el seu laboratori en una casa propietat del doctor Candela, al carrer de Pasqual i Genís. En 1884 fundà El Progreso ginecológico y pediatra, primera revista valenciana de l'especialitat, que es va publicar de forma independent fins a 1889 i, fusionada amb «La Crònica Mèdica», fundada per Francesc de Paula Campà i Porta, fins a 1894. Publicà la quinta part dels dos-cents treballs d'El Progreso Ginecológico. Entre aquestos destacaren els referents al part patològic, especialment la placenta prèvia. Al terreny ginecològic s'ocupà de la patologia uterina no infecciosa. Practicà la primera ovariotomia a València i també perfeccionà algunes tècniques operatòries. Va contribuir de forma significativa a la difusió de la informació toco-ginecològica internacional, especialment, a través de la seva revista.
El seu instrumental de treball està exposat al Museu històric mèdic de la Universitat de València, amb els dels doctors Francesc de Paula Campà i Porta i Francisco Bonilla Martí.

### L'Institut Candela

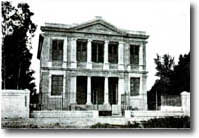
L'Institut Candela (València, 1892).

En 1892 Manuel Candela va crear l'Institut Ginecològic Candela, primera institució assistencial valenciana de la seva especialitat. Fou traspassat posteriorment a les germanes de Santa Anna amb el nom de Casa de Salut, situant-se al lloc que avui ocupa l'Hospital Casa de Salut de València, precisament a l'avinguda Dr. Manuel Candela, que la seva ciutat li dedicà. L'activitat d'aquest centre es recollí entre 1896 i 1903 als Anales del Instituto Candela.

### Càrrecs i distincions
El doctor Manuel Candela fou president de l'Ateneu Científic de València, president del Col·legi de Metges i de l'Institut Mèdic Valencià. També fou acadèmic de la Reial Acadèmia de Medicina de València. Fou rector de la Universitat de València, coincidint amb la celebració del IV Centenari de la fundació de la Universitat. Fou condecorat amb la Gran Creu d'Isabel la Catòlica.